# Heteropoda bivittata
Heteropoda bivittata là một loài nhện trong họ Sparassidae.
Loài này thuộc chi Heteropoda. Heteropoda bivittata được Tord Tamerlan Teodor Thorell miêu tả năm 1877.